# E! Правдивая голливудская история
«E! Правдивая голливудская история» — американский телевизионный документальный сериал на E!, рассказывающий о голливудских знаменитостях, фильмах, телешоу и известных общественных деятелях. Темы, затронутые в программе, включают непристойные пересказы голливудских секретов, скандалы шоу-бизнеса, убийства и тайны знаменитостей, биографии порно-звёзд и «где-они-сейчас?»-исследования бывших кумиров детства. Он часто содержит подробные интервью, фактические кадры из зала суда и драматические реконструкции. Контент обычно обновляется, чтобы отразить текущую жизнь или статус личности, которой посвящён эпизод.

## Сюжет
«E! Правдивая голливудская история» изначально задумывался как подборка знаменательных событий, произошедших с 29 марта 1996 года, но превратился в еженедельный биографический документальный сериал. Регулярный выход сериала в эфир начался в октябре 1996 года. Первая «Правдивая голливудская история» была посвящена убийству Ребекки Шеффер.
Эпизоды длятся от часа до двух в зависимости от темы, которая будет освещена. Всего вышло более 500 «Правдивых голливудских историй».
Сериал получил премию «Грейси» в 1998 году за эпизод на Гилде Рэднер и был номинирован на премии «Эмми» в 2001, 2002 и 2003 годах и Prism Awards в 2009 году.
22 августа 2019 года было анонсировано, что сериал вернётся 6 октября 2019 года.

## Эпизоды

### 2019: перезагрузка
Перезагрузка в октябре 2019 года (озвученная Марой Жюно) считалась «1 сезоном», счёт обнулился. Эпизод пока что включает в себя:
- Сезон 1 эпизод 1 • NXIVM: Самопомощь или секс-культ? (6 октября 2019 г.)
- Сезон 1 эпизод 2 • Кто такая Ким Кардашьян Уэст? (13 октября 2019 г.)
- Сезон 1 эпизод 3 • Хип-хоп отвергает женщин? (20 октября 2019 г.)
- Сезон 1 эпизод 4 • Фильмы ужасов: проклятие или совпадение? (27 октября 2019 г.)
- Сезон 1 эпизод 5 • Слава — это зависимость? (3 ноября 2019 г.)
- Сезон 1 эпизод 6 • Что убивает самых больших звёзд музыки? (17 ноября 2019 г.)

## Список «E! Правдивых голливудских историй»
Если не указано иное, все оригинальные трансляции датируются, прежде всего временем, когда эпизод впервые вышел в эфир в Соединённых Штатах.

### Артисты и актёры
- Адам Уэст
- Аманда Байнс (16 декабря 2012 г.)
- Анджелина Джоли (16 октября 2005 г.)
- Анисса Джонс («Семейное дело: История Аниссы Джонса») (18 апреля 1999 г.)
- Бен Аффлек и Мэтт Деймон (3 августа 2003 г.)
- Бетенни Франкель (21 сентября 2011 г.)[4]
- Бёрт Рейнольдс (5 марта 2000 г.)
- Билл Биксби (15 августа 1999 г.)
- Бо Дерек (17 октября 1999 г.)
- Боб Крейн (26 января 1998 г.)
- Бригитта Нильсен (10 сентября 2000 г.)
- Брэндон Ли (7 сентября 1997 г.)[5], (17 сентября 1997 г.)[6]
- Вайнона Райдер (7 апреля 2002 г.)
- Валери Бертинелли (4 ноября 2009 г.)
- Ванесса Уильямс
- Гэри Бьюзи (16 февраля 1998 г.)
- Дадли Мур (14 марта 1999 г.)
- Дана Плато (21 ноября 1999 г.)
- Дебрали Скотт (8 октября 2000 г.)
- Деми Мур (1 июня 2003 г.)
- Деннис Хоппер (11 апреля 1999 г.)
- Дж. М.Дж. Буллок (7 мая 2000 г.)
- Джей Норт («Деннис раскрыл угрозу: история Джея Норта») (9 января 2000 г.)
- Джеймс Стэйси (19 апреля 1999 г.)
- Джейн Фонда (19 ноября 2000 г.)
- Джек Николсон (22 мая 2005 г.)
- Дженнифер Лопес (24 октября 2004 г.)
- Дженнифер О’Нил (1999)[7], (2000)[8]
- Дженнифер Энистон (22 мая 2005 г.), (26 декабря 2008 г.)
- Джерри Льюис (18 мая 2003 г.)
- Джим Варни (31 декабря 2000 г.)[9][10], («Эрнест едет в Голливуд») (9 января, 2001)[11]
- Джинн Кармен («Джинни Кармен: королева фильмов категории В») (4 октября 1998 г.)
- Дита фон Тиз (28 мая 2009 г.)
- Джон Кэнди (3 апреля 2001 г.)
- Джон Риттер (24 апреля 2005 г.)
- Джон Стэймос (29 сентября 2007 г.)
- Джонни Депп (2005)[12]
- Джоуи Хизертон (15 апреля 2001 г.)
- Джуди Гарленд (27 июня 2009 г.), («Последние дни Джуди Гарланд») (14 января 2001 г.)
- Дивайн (7 марта 1999 г.)
- Дин Мартин (24 января 1999 г.)
- Доктор Фил (7 сентября 2003 г.)
- Доминик Данн («Доминик Данн: американская трагедия») (23 февраля 1997 г.)
- Дрю Бэрримор (13 июня 2004 г.)[13], (28 ноября 2007 г.)[14]
- Дэвид Кэррадайн («Кунг-фу: история Дэвида Кэррадайна») (30 июля 2000 г.)
- Дэвид Стриклэнд (4 июня 2000 г.)
- Дэвид Хассельхофф (16 декабря 2006 г.)
- Дэрил Ханна (4 апреля 2004 г.)[15]
- Ева Лонгория («Ева Лонгория Паркер») (20 мая 2009 г.)
- Жан-Клод Ван Дамм (19 мая 2002 г.)
- Жюстин Бейтман (25 мая 2003 г.)
- Кара Диогуарди (26 октября 2011 г.)[16]
- Карен Карпентер
- Кейт Госслин (2 февраля 2011 г.)[17]
- Кейт Хадсон (5 сентября 2008 г.)
- Келли Рипа (6 августа 2006 г.)
- Кёрсти Элли (20 октября 2002 г.)
- Киану Ривз (9 ноября 2003 г.)
- Ким Бейсингер (29 июня 2003 г.)
- Ким Кэттролл (6 апреля 2009 г.)
- Колин Фаррелл (26 марта 2006 г.)
- Кори Фельдман (4 января 1998 г.)
- Кори Хэйм (17 октября 2001 г.)[18][19]
- Кортни Кокс (21 октября 2009 г.)
- Крис Фарли (10 января 1999 г.)
- Кристи Макникол (21 марта 1999 г.)
- Кристиан Слейтер (3 мая 1998 г.)
- Кристофер Джонс (19 апреля 1999 г.)[20]
- Крысиная стая (5 декабря 2001 г.)
- Кто такая Ким Кардашьян Уэст? (13 октября 2019 г.)
- Кэрин Капсинет (29 сентября 1999 г.)
- Лара Флинн Бойл (22 февраля 2004 г.)[21]
- Линда Блэр (24 октября 1999 г.)
- Линда Картер (5 мая 2002 г.)
- Линдси Лохан (12 июня 2005 г.), (20 февраля 2012 г.)
- Лони Андерсон (24 июня 2001 г.)
- Лорен Чапин (4 апреля 1999 г.)
- Майкл Джей Фокс (4 сентября 2006 г.)
- Майкл Лэндон (29 июня 1997 г.)
- Майкл Уэзерли («Ещё немного красоты… Жизнь Майкла Уэзерли») (11 апреля 2012 г.), («Звезда NCIS, Майкл Уэзерли становится глупым») (30 июля 2012 г.)
- Маккензи Филлипс (19 июля 1998 г.)
- Маколей Калкин («Маколей Калкин: развитие ребёнка, распад семьи») (20 апреля 1998 г.)
- Марго Киддер (15 февраля 1998 г.)
- Марио Лопес (6 февраля 2009 г.)
- Маришка Харгитей (18 апреля 2008 г.)
- Марк Уолберг (2 февраля 2004 г.)
- Марлон Брандо (6 октября 2002 г.)
- Мег Райан (2 октября 2005 г.)
- Мел Гибсон (22 августа 2004 г.)
- Мелани Гриффит (10 октября 2004 г.)
- Микки Рурк (31 августа 1999 г.)
- Мистер Ти (7 февраля 1999 г.)
- Миша Бартон и Кристин Каваллари («Миша и Кристин: Babes of the O.C») (10 сентября 2006 г.)
- Молодой Голливуд: от А до Зака (Майли Сайрус, Зак Эфрон, Jonas Brothers, Тейлор Свифт) (19 декабря 2008 г.)
- Монтель Уильямс
- Мэри Тайлер Мур (8 мая 2005 г.)
- Мэрилин Монро («Многочисленные воздыхатели Мэрилин Монро») (4 марта 2001 г.)
- Натали Вуд (14 декабря 1997 г.)
- Наташа Ричардсон (15 июля 2009 г.)
- Ник Нолти (9 февраля 2003 г.)[22]
- Николь Кидман (15 декабря 2007 г.)[23]
- Опра Уинфри (17 октября 2004 г.)[24]
- Патрик Демпси (10 ноября 2007 г.)[25]
- Патрик Суэйзи (9 июня 2009 г.)
- Пиа Задора (26 мая 2002 г.)
- Питер Ду (1 ноября 1999 г.)[26]
- Пол Рубенс/«Пи-Ви Герман» (21 июня 1998 г.)
- Пола Абдул (14 сентября 2003 г.)
- Ребекка Шеффер («Тёмная одержимость: История Ребекки Шеффер») (1996)
- Рене Зеллвегер
- Ривер Феникс (16 февраля 1997 г.)
- Риз Уизерспун (28 ноября 2008 г.)
- Ричард Симмонс (2000)[27]
- Роберт Блейк (28 апреля 2002 г.)
- Роберт Дауни-младший (1998)[28]
- Род Серлинг (25 января 2000 г.)
- Родни Харви («Отравленные мечты: Родни Харви») (23 августа 1999 г.)[29], (21 ноября 1999 г.)[30]
- Рози О’Доннелл (2 марта 2003 г.)
- Рок Хадсон (11 июля 1999 г.)
- Рэй Комбс (16 ноября 1997 г.)
- Рэйчел Рэй (5 мая 2007 г.)
- Саймон Коуэлл (14 мая 2006 г.)[31][32]
- Сибилл Шеперд (15 октября 2006 г.)
- Сид и Марти Кроффт («H.R. Pufnstuf: Странный мир Сид и Марти Кроффт») (24 декабря 2000 г.)[33]
- Сильвестр Сталлоне (27 февраля 2005 г.)
- Скотт Шварц (1 октября 2000 г.)
- Снуки (27 июля 2011 г.)
- Сонни Боно (10 октября 1999 г.)
- Стив Маккуин (27 сентября 1998 г.)
- Стивен Сигал (13 октября 2002 г.)
- Сьюзан Сомерс (17 марта 2002 г.)
- Тай Пеннингтон (17 ноября 2007 г.)[34]
- Тара Рид (21 марта 2004 г.)
- Тони Китэйн (29 сентября 2002 г.)
- Тори Спеллинг (24 марта 2006 г.)
- Уилл Смит (8 декабря 2007 г.)
- Уильям Шетнер (8 декабря 2002 г.)
- Ума Турман (18 апреля 2004 г.)
- Филлис Диллер (28 января 2001 г.)
- Фредди Принц (18 октября 1998 г.)
- Фэрра Фосетт (20 июня 1999 г.), (5 августа 2009 г.)
- Хизер Локлир (27 июня 2004 г.)
- Хит Леджер (11 июля 2008 г.)
- Хоуи Мэндел (31 июля 2008 г.), (Канада: 30 июля 2008 г.)[35]
- Хэлли Берри (21 апреля 2007 г.)
- Чарли Шин (11 августа 2010 г.)
- Чепмен Дуэйн Ли («Пёс-охотник за головами») (24 мая 2010 г.)
- Шарлиз Терон (20 июня 2008 г.)
- Шеннен Доэрти (13 июля 2003 г.)
- Шон Янг (30 июня 2002 г.)
- Шэрон Стоун (26 января 2004 г.)
- Шэрон Тейт («Последние дни Шэрон Тейт») (25 июля 1999 г.)
- Элизабет Монтгомери
- Элизабет Тейлор (29 ноября 1998 г.)
- Элизабет Хёрли (20 июня 2004 г.)
- Эммануэль Льюис (22 июня 2003 г.)
- Энди Уорхол (15 марта 1998 г.)
- Энтони Перкинс (1997)
- Эрве Вильшез (15 августа 1999 г.)
- Ян-Майкл Винсент (13 июля 1997 г.)
- Brat Pack (28 марта 1999 г.)
- Chippendales (25 июля 2004 г.)[36]

### Ведущие новостей, репортёры и журналисты
- Джеймс Бэйкон
- Джейн Поли
- Джулиана Ранчич (1 апреля 2012 г.)
- Кэти Курик
- Рона Баррет
- Стар Джонс (31 октября 2008 г.)
- Херальдо Ривера (21 ноября 2004 г.)

### Комедианты
- Бретт Батлер (23 августа 1999 г.)
- Галлахер (4 апреля 2001 г.)[37]
- Гилда Раднер (19 октября 1997 г.)
- Джерри Льюис (18 мая 2003 г.)
- Джим Керри (10 сентября 1998 г.), (Канада: 27 августа 2008 г.)[38]
- Джо Пископо (19 декабря 2000 г.)[39]
- Джоан Риверз (пародия на её карьеру) (22 февраля 2001 г.)[40], (1 апреля 2001 г.)[41]
- Джон Белуши (31 мая 1998 г.)
- Крис Фарли (10 января 1999 г.)[42]
- Кэти Гриффин (20 октября 2007 г.)[43]
- Ленни Брюс (25 апреля 1999 г.)
- Мартин Лоуренс (27 июля 2003 г.)
- Пола Паундстоун (12 декабря 2001 г.)
- Редд Фокс (25 апреля 1999 г.)
- Ричард Прайор (2 февраля 2003 г.)
- Рэй Комбс (16 ноября 1997 г.)[44]
- Сэм Кинисон (31 августа 1996 г.)
- Фил Хартман (6 сентября 1998 г.)
- Филлис Диллер (28 января 2001 г.)[45]
- Чич и Чонг (20 февраля 2000 г.)
- Эллен Дедженерес (4 января 2004 г.)[46], (11 января 2004 г.)[47]
- Энди Дик (15 сентября 2002 г.)
- Энди Кауфман (25 октября 1998 г.)
- Эндрю Дайс Клэй (4 июля 1999 г.)

### Модельеры
- Джанни Версаче
- Эрин Хьюз
- Halston (21 февраля 1999 7.)

### Музыканты
- Адам Ламберт (21 ноября 2010 г.)
- Алия (21 октября 2001 г.)
- Ашер (27 января 2010 г.)
- Боб Марли
- Брет Майклс (6 марта 2009 г.)
- Бритни Спирс («Бритни Спирс: цена славы») (25 июля 2008 г.), («Бритни Спирс: Fall from Grace»)
- Брэнди
- Дайана Росс (16 февраля 2003 г.)
- Джанет Джексон
- Джастин Бибер
- Дженис Джоплин
- Дженнифер Лопес
- Джон Денвер (10 мая 1998 г.)
- Джон Леннон («Джон Леннон: последние дни») (11 октября 1998 г.)
- Джонни Кэш (28 июня 1998 г.)
- Джордж Майкл (26 февраля 2002 г.)
- Джуди Гарленд
- Дин Мартин
- Долли Партон (10 мая 2005 г.)
- Дэй Дорис (3 февраля 2003 г.)[48]
- Кантри-дивы (Шанайя Твейн, Шелби Линн, Фейт Хилл, Dixie Chicks, Триша Йервуд и Гретхен Уилсон)
- Карен Карпентер (13 апреля 1997 г.)
- Клэй Эйкен (12 декабря 2008 г.)
- Кортни Лав
- Кристина Агилера (14 сентября 2005 г.)
- Кэти Перри
- Ла Тойя Джексон (27 февраля 2000 г.)
- Лайза Миннелли (21 июля 2002 г.)
- Либераче (26 июля 1998 г.)
- Лиза Мари Пресли (9 марта 2003 г.)
- Литл Ричард (16 июля 2000 г.)
- Майкл Джексон (8 июня 2003 г.), («Судебный процесс 2005 года») (23 декабря 2008 г.)
- Майкл Хатченс (5 декабря 1999 г.)
- «Мама» Касс Эллиот (19 февраля 2001 г.)
- Марвин Гэй (28 января 1998 г.)
- Мисси Эллиотт
- Мэрайя Кэри (28 ноября 2001 г.)
- Нелли Фуртадо (13 августа 2008 г.)
- Ники Минаж (22 апреля 2012 г.)
- Николь Шерзингер
- Оливия Ньютон-Джон
- Пинк (23 июля 2006 г.)
- Пола Абдул (28 августа 2005 г.)
- Селена (воостановление дела о её убийстве в 1995 году)
- Селин Дион (Канада: 6 августа 2008 г.)[49]
- Си Ло Грин (16 сентября 2013 г.)
- Сэмми Дэвис-младший (29 июля 2001 г.)
- Таня Такер (13 апреля 2003 г.)
- Тейлор Свифт (7 апреля 2010 г.)
- Тимбалэнд (20 декабря 2011 г.)
- Тиффани (14 июля 2002 г.)
- Томми Ли (23 августа 1998 г.)
- Уэйн Ньютон (3 декабря 2000 г.)
- Фрэнк Синатра (14 мая 1998 г.), («Синатра в Голливуде») (17 мая 1998 г.)
- Шер (28 сентября 2003 г.)
- Шерил Кроу (23 января 2009 г.)
- Шон Комбс
- Элвис Пресли («Элвис: Голливудские годы») (29 марта 1998 г.), («Последние дни Элвиса») (19 сентября 1999 г.)
- Эми Уайнхаус (9 февраля 2008 г.)
- Эминем (6 июля 2003 г.)
- LL Cool J (15 апреля 2009 г.)
- New Kids on the Block (17 июня 2001 г.)
- Pussycat Dolls (23 мая 2008 г.)
- Snoop Dogg (31 июля 2005 г.)
- Spice Girls (14 октября 2001 г.)
- Tiny Tim (31 декабря 2000 г.)[50], (25 марта 2001 г.)[51]
- The Beach Boys (7 июля 2002 г.)
- The Monkees (1 августа 1999 г.)
- Village People (2 января 2000 г.)
- ’N Sync

### Общественные места
- Студия 54 («Студия 54: Секс, наркотики и диско») (24 мая 1998 г.)
- The Comedy Store

### Пары и семьи
- Арнольд Шварценеггер и Мария Шрайвер («Арнольд и Мария») (15 февраля 2004 г.)
- Братья Болдуин (8 января 2006 г.)[52]
- Бритни Спирс и Кевин Федерлайн («Бритни и Кевин») (9 октября 2005 г.)
- Голди Хоун и Кейт Хадсон (8 марта 2004 г.)[53][54]
- Джессика, Эшли и семья Симпсонов (Джессика, Эшли, Джо и Тина Симпсон) (7 августа 2005 г.)
- Джоан и Мелисса Риверс (13 мая 2012 г.)
- Кевин Джонас и Даниэль Делеса
- Кейт и Пиппа Миддлтон («Кейт и Пиппа») (12 октября 2011 г.)
- Лайонел и Николь Ричи (12 декабря 2004 г.)[55], (14 декабря 2004 г.)[56]
- Люк и Оуэн Уилсон (11 апреля 2008 г.)
- Майк Тайсон и Робин Гивенс (2 июня 2002 г.)
- Мик Джаггер и Джерри Холл (5 сентября 1999 г.)
- О’Нилы (Татум, Райан и Гриффин О’Нил) (18 ноября 2001 г.)
- Пэрис и Ники Хилтон («Сёстры Хилтон») (20 февраля 2005 г.)
- Рик Роквелл и Дарва Конгер («Рик и Дарва: Ошибка в миллион долларов») (9 июля 2000 г.)
- Род и Кимберли Стюарт (11 июня 2006 г.)
- Семейка Осборнов (Оззи, Шэрон, Келли и Джек Осборн) (17 мая 2007 г.)
- Семейство Кардашьян (Роберт старший, Кортни, Кимберли, Хлои, Роберт младший Кардашян, Брюс, Крис, Кендалл и Кайли Дженнер) (4 апреля 2008 г.)
- Семья Кеннеди («Кеннеди: власть, соблазн и Голливуд») (5 апреля 1998 г.)[57]
- Семья Халка Хогана (Линда Хоган, Брук Хоган и Ник Хоган) (7 ноября 2008 г.)
- Стивен и Лив Тайлер (16 июня 2007 г.)[58]
- Уитни Хьюстон и Бобби Браун (18 февраля 2001 г.)
- Шон Пенн и Мадонна (29 августа 1999 г.)
- Чарли Шин и Дениз Ричардс
- Ice-T и Коко (12 февраля 2012 г.)
- The Judds (Наоми, Вайнонна и Эшли Джадд) (6 июня 2004 г.)[59]
- Posh and Becks (16 февраля 2008 г.)

### Персоны «Плейбоя»
- Анна Николь Смит (23 сентября 2001 г.)
- Бетти Пейдж («Бетти Пейдж: от пинапа до секс-символа») (27 марта 1997 г.)[60], (27 апреля 1997 г.)[61]
- Близняшки Барби (27 мая 2001 г.)
- Дженни Маккарти (9 мая 2004 г.)
- Джессика Хан (8 ноября 1998 г.)
- Дороти Страттен (16 января 2000 г.)
- Кармен Электра (4 февраля 2001 г.)
- Кендра Уилкинсон («Кендра») (17 марта 2010 г.)
- Клаудия Дженнингс
- Памела Андерсон (6 ноября 2008 г.)
- Ребекка Армстронг
- Холли Мэдисон (30 марта 2011 г.)
- Хью Хефнер
- Шеннон Твид (30 апреля 2009 г.)

### «Правдивая голливудская история» исследует
- Богатенькие дети убивают (12 мая 2010 г.)
- Внутри разума серийного убийцы (17 июля 2005 г.)
- Голодная смерть ради совершенства (8 октября 2006 г.)
- Запасть на студента (1 сентября 2007 г.)
- Кошмарные свидания (13 июня 2012 г.)
- Кошмары в социальных сетях (25 февраля 2015 г.)
- Кошмары на выпускных (2 мая 2008 г.)
- Кошмары на каникулах
- Культы, религия и контроль сознания (26 сентября 2008 г.)
- Любовь за решеткой (17 апреля 2005 г.)
- Молодые звёзды и проблемы с законом (29 сентября 2014 г.)
- Мужья-убийцы (14 ноября 2008 г.)
- Онлайн-кошмары (2 декабря 2006 г.)
- Оригинальный Ночной сталкер (6 мая 2009 г.)
- Папарацци (10 февраля 2007 г.)
- Победители и неудачники Вегаса (13 июня 2008 г.)
- Похищения (6 октября 2007 г.)
- Причудливые диеты (21 марта 2008 г.)
- Проклятие лотереи (24 сентября 2006 г.)
- Проклятие лотереи 2 (8 сентября 2010 г.)
- Свадебные убийства
- Серийные убийцы на свободе (12 сентября 2008 г.)
- Слава — это зависимость? (3 ноября 2019 г.)
- Смертельные воды (18 июня 2006 г.)
- Торговля подростками
- Убийства и медиа-машина (3 октября 2004 г.)
- Ужасы пластической хирургии (28 ноября 2005 г.)
- Ужасы подростковой беременности
- Фильмы ужасов: проклятие или совпадение? (27 октября 2019 г.)
- Хейзинг (1 декабря 2007 г.)
- Чандра Леви и убийства в Капитолии (26 февраля 2006 г.)
- Чирлидинг
- Что убивает самых больших звёзд музыки? (17 ноября 2019 г.)
- «C.S.I. Место преступления» в реальной жизни (24 июля 2005 г.)

### Правители и миллиардеры
- Грейс Келли, принцесса Каролина и принцесса Стефания («Грейс, Кэролайн, Стефани: проклятие королевской семьи») (7 апреля 1998 г.)
- Дональд Трамп (9 апреля 2000 г.)
- Общество Девочек (Дочери самых богатых деятелей высшего общества)
- Первые дочери (14 апреля 2007 г.) (Дочери президентов США)
- Принцесса Диана (30 августа 1998 г.), («Диана: наследство принцессы») (31 августа 2003 г.)
- Ребекка Ферратти и султан Брунея («Султан и девушка с разворота») (6 декабря 1998 г.)
- Сара: герцогиня Йоркская (21 декабря 2010 г.)
- Трастовый фонд «Дети» (31 мая 2004 г.) (Дочери богатых и знаменитых родителей, такие как Пэрис Хилтон)
- Юные правители (Семь европейских королевских особ)

### Представители индустрии для взрослых
- Боб Гуччионе (19 декабря 1999 г.)[62]
- Дженна Джеймсон (10 августа 2003 г.)
- Джим и Арти Митчелл («Кровавые братья: Джим и Арти Митчелл») (16 марта 2003 г.)
- Джинджер Линн (4 августа 2002 г.)
- Джон Холмс («Джон Холмс и убийства страны чудес») (18 июня 2000 г.)
- Линда Лавлейс (5 ноября 2000 г.)
- Саванна (3 октября 1999 г.)
- Трейси Лордз (16 августа 1998 г.)

### Президенты США
- Билл Клинтон («Билл Клинтон. Все женщины президента») (14 декабря 2003 г.)
- Джон Ф. Кеннеди
- Дональд Трамп

### Преступники
- Андреа Йейтс (6 ноября 2005 г.)
- Братья Менендес (29 апреля 2001 г.)
- Женщины, которые убивают (30 октября 2005 г.) (с участием Кристин Россум и Маргарет Рудин)[63]
- Кейси Энтони (19 октября 2011 г.)
- Клодин Лонже («Клодин и Спайдер Сабич») (11 июня 2000 г.)
- Кристиан Брандо (1997)[64]
- Майкл Элиг («Смерть от дискотеки»)[65] (16 апреля 2000 г.)
- Мэри Кей Летурно (2 января 2005 г.)
- Сэм Шеппард («Дело об убийстве Сэма Шеппарда») (21 мая 2000 г.)
- Хайди Флейс (12 июля 1998 г.)
- NXIVM: Самопомощь или секс-культ? (6 октября 2019 г.)

### Режиссёры и продюсеры
- Аль Адамсон («Аль Адамсон: убийство короля фильмов категории B») (26 марта 2000 г.)
- Альфред Хичкок (8 августа 1999 г.)
- Боб Фосс (3 января 1999 г.)[66] (3 февраля 1999 г.)[67]
- Джеймс Кэмерон (21 мая 2009 г.)
- Джо Фрэнсис («Джо Фрэнсис Gone Wild») (1 августа 2008 г.)
- Джулия Филлипс («Джулия Филлипс: Голливудский изгой») (27 июня 1999 г.)
- Доун Стил (15 ноября 1998 г.)
- Расс Мейер (7 ноября 1999 г.)
- Роман Полански (4 января 1998 г.)

### Спортсмены
- Анна Курникова (17 августа 2003 г.), («Теннис: Анна Курникова») (3 октября 2009 г.)
- Брюс Дженнер (17 сентября 2000 г.)
- Деннис Родман (13 июня 1999 г.)
- Дэвид Дрэйпер (8 июля 2001 г.)
- Женщины-бодибилдеры (19 августа 2009 г.)
- Крис Бенуа (Канада: 3 сентября 2008 г.)[68], («Крис Бенуа: Схватка с демонами») (27 августа, 2008 г.)
- Коби Брайант (16 ноября 2003 г.)
- О. Джей Симпсон (8 сентября 2002 г.), («Интервью О.Дж. Симпсона») (23 августа 1998 г.), («О.Дж., Николь и Рон: обратный отсчёт до убийства») (14 июня 1998 г.)
- Оксана Баюл (8 февраля 1998 г.)
- Руди Галиндо (13 декабря 1998 г.)
- Серена Уильямс и Винус Уильямс («Сёстры Уильямс») (23 мая 2004 г.)
- Скотт Хамильтон (30 января 2000 г.)
- Тай Бабилония и Рэнди Гарднер («Тай и Рэнди») (6 февраля 2002 г.)
- Тайгер Вудс (14 апреля 2010 г.)
- Тим Тибоу (июль 2012)[69]
- Тоня Хардинг (17 января 1999 г.)
- Халк Хоган (19 декабря 1999 г.)
- NASCAR: Жизнь в Фаст Лейн (30 мая 2005 г.)

### Супермодели
- Брук Шилдс (11 сентября 2005 г.)
- Дженис Дикинсон (27 марта 2005 г.)
- Джерри Холл
- Джиа Каранджи («Джиа: Супермодель») (22 апреля 2001 г.)
- Кейт Мосс
- Кимора Ли Симмонс (3 октября 2008 г.)
- Кристи Бринкли
- Кэрри Отис (6 января 2002 г.)
- Лорен Хаттон (25 ноября 2001 г.)
- Марго Хемингуэй (12 января 1997 г.)[70][71]
- Наоми Кэмпбелл
- Ники Тейлор (16 июня 2002 г.)
- Супермодели: под кожей
- Тайра Бэнкс (13 ноября 2005 г.)
- Фабио (11 февраля 2001 г.)[72], (14 февраля 2001 г.)[73]
- Хайди Клум (24 октября 2008 г.)

### Телеигры
- Колесо Фортуны (23 января 2005 г.)
- Family Feud (28 июля 2002 г.)
- Hollywood Squares (30 марта 2003 г.)
- The Gong Show (5 января 2003 г.)
- The Price Is Right (27 января 2002 г.)

### Телепередачи и реалити-шоу
- «24 часа» (13 января 2007 г.)
- «Американская семейка»
- «Беверли-Хиллз, 90210» (22 июля 2001 г.)
- «Бестолковые»
- «Блоссом» (21 августа 2005 г.)
- «Большой брат»
- «Большой ремонт» (18 декабря 2005 г.)
- «Бухта Доусона» («Дети „Бухты Доусона“») (4 декабря 2005 г.)
- Бывшие жёны из реалити (Эдрианн Карри, Луэнн де Лессепс, Линда Хоган, Кортни Стодден и Дженнифер Уильямс)
- «Бэтмен»
- «Весёлая компания» (26 ноября 2000 г.)
- «Восьми достаточно» (6 августа 2000 г.)
- «Все в семье» (27 августа 2000 г.)
- «Дай мне перерыв» (27 апреля 2003 г.)
- «Даллас» (13 августа 2000 г.)
- «Деревенщина из Беверли-Хиллз» (7 января 2001 г.)
- «Династия» (11 ноября 2001 г.)
- «Добро пожаловать назад, Коттер» (8 октября 2000 г.)
- «Добрые времена» (20 августа 2000 г.)
- «Друзья» (19 ноября 2006 г.)
- «Женаты… с детьми» (26 августа 2001 г.)
- «Закон Лос-Анджелеса» (28 октября 2001 г.)
- «Калифорнийский дорожный патруль» (26 декабря 1999 г.)
- «Клан Сопрано» (20 апреля 2003 г.)
- «Клуб Микки Мауса» (9 июня 2007 г.) (Все три версии, 1955-58, 1977-79 и 1989-96)
- «Кто здесь босс?»
- «Мелроуз-Плейс» (15 июня 2003 г.)
- «Молодые и дерзкие» (20 мая 2001 г.)
- «Моя жена меня приворожила» (22 августа 1999 г.)
- «Остров Гиллигана'»' (12 декабря 1999 г.)
- «Отряд „Стиляги“» (13 февраля 2000 г.)
- «Отчаянные домохозяйки» («Женщины из „Отчаянных домохозяек“») (25 сентября 2005 г.)
- «Панки Брюстер» (20 августа 2006 г.) (также его звезда Солейл Мун Фрай)
- Плохие девочки реалити-шоу (Омароса, Тришель Каннателла и Элисон Ирвин)
- «Полиция Майами» (3 июня 2001 г.)
- «Полный дом» (13 марта 2005 г.)
- «Пострелята» («Проклятие „Пострелят“») (24 ноября 2002 г.)
- «Придурки из Хаззарда» (21 января 2001 г.)
- «Проблемы роста» (19 августа 2001 г.)
- «Различные ходы» (20 сентября 1998 г.)
- «Реальный мир» (24 августа 2003 г.)
- «Розанна» (23 апреля 2000 г.) (также его главная героиня)
- «Сайнфелд» (23 декабря 2006 г.)
- «Секс в большом городе» («Женщины из „Секса в большом городе“») (16 апреля 2006 г.)
- «Семейка Брейди» (6 июня 1999 г.)
- «Семья Партриджей» (13 сентября 1999 г.)
- «Спасатели Малибу» (16 мая 1999 г.), (1 июля 2001 г.)
- «Спасённые звонком» (1 декабря 2002 г.)
- «Танцы со звёздами» (12 мая 2007 г.)
- «Топ-модель по-американски»
- «Трое — это компания» (27 декабря 1998 г.)
- «Утиная династия» (10 июля 2014 г.)
- «Ученик»
- «Факты из жизни» («„Факты из жизни“ девушек») (28 ноября 1999 г.)
- «Холостяк»
- «Чарльз в ответе» (21 мая 2006 г.)
- «Частный детектив Магнум» (5 августа 2001 г.)
- «Шоу 70-х» (7 мая 2006 г.)
- «Шоу Дженни Джонс» (5 февраля 2001 г.) (включая убийство Скотта Амедура Джонатаном Шмитцем после их появления на шоу, которое никогда не транслировалось)
- «Шоу Косби» («Дети Косби») (12 августа 2001 г.)
- «Шоу Энди Гриффита» («Andy of Mayberry») (6 февраля 2000 г.)
- «Я люблю Люси» (1 мая 2005 г.)
- «Я мечтаю о Джинни» (27 ноября 2000 г.)
- «American Idol»
- «American Idol»: правило для девочек (11 декабря 2005 г.) (Келли Кларксон, Кэрри Андервуд и Фантазия Баррино)
- «Dog the Bounty Hunter»
- «Survivor» (2 мая 2001 г.)
- «The Monkees»
- «The View»

### Фильмы
- «Американский пирог» («„Американский пирог“ раскрыт»)
- «Бестолковые» (19 декабря 2001 г.)
- «Билли Джек» (12 марта 2000 г.)
- «Весёлые времена в школе Риджмонт» (13 января 2002 г.)
- «Грязные танцы» (3 сентября 2000 г.)
- «Дрянные девчонки» (16 марта 2007 г.)
- «Забегаловка» (12 мая 2002 г.)
- «Изгоняющий дьявола» («Проклятие „Экзорциста“») (15 августа 2004 г.)
- «Клуб „Коттон“» (25 мая 1997 г.)
- «Крик» (31 октября 2001 г.)
- «Лицо со шрамом» (7 октября 2006 г.)
- «Наша Банда»/«Пострелята» («Проклятие „Пострелят“») (24 ноября 2000 г.)
- «Полтергейст» («Проклятие „Полтергейста“») (19 октября 2002 г.)[74] (с участием Хизер О’Рурк и Доминик Данн)[75]
- «Солдаты неудачи»
- «Сумеречная зона» («Суд „Сумеречной зоны“») (23 января 2000 г.)[76], (25 января 2000 г.)[77]
- «Танец-вспышка» (2 апреля 2000 г.)
- «Терминатор» (14 апреля 2002 г.)
- «Техасская резня бензопилой» (1 октября 2006 г.)
- «Челюсти» (9 июня 2002 г.)
- «Шестнадцать свечей» (10 июня 2001 г.)

### Другие
- Голливужские бывшие жёны (7 октября 2009 г.)
- Голливудские сердцееды (30 марта 2009 г.)
- Грейди Стайлз (22 октября 2000 г.)
- Девушки Джеймса Бонда (17 ноября 2002 г.)
- Джон Делореан
- Дети рок-звёзд (29 января 2005 г.)
- Джесси Вентура (2 июля 2000 г.)
- Джилл Энн Везервокс («Убийство мисс Голливуд») (31 октября 1999 г.)
- Джон Уолш («Преступник Америки: Джон Уолш») (15 октября 2000 г.)
- Джон Ф. Кеннеди-младший (13 декабря 2010 г.), («Последние дни Джона Ф. Кеннеди-младшего») (15 июля 2001 г.)
- Джонбенет Рэмси (26 октября 2003 г.)
- Дочери рок-звёзд (30 сентября 2009 г.)
- Жаклин Кеннеди Онассис («Последние дни Джеки О») (29 октября 2000 г.)
- Жаклин Сюзанн
- Жёны рок-звёзд
- Жёны рок-звёзд. Часть 2
- Жёны рэперов (13 мая 2009 г.)
- Жёны футболистов
- Жёны хип-хоп исполнителей
- Жёны The Beatle Wives (14 февраля 1999 г.)
- Зигфрид и Рой (30 апреля 2000 г.)
- Ивел Книвел (20 декабря 1998 г.)
- Канадские сердцееды Голливуда (30 марта 2009 г.)[78]
- Кантри-дивы (20 ноября 2005 г.)
- Конкурсы красоты
- Королевы крика (31 октября 2004 г.)
- Крисс Энджел (24 июня 2009 г.)
- Ларри Флинт (10 декабря 2000 г.)
- Лаура Шлессинджер
- Лейси Питерсон (2 мая 2004 г.)
- Линда Собек (1 ноября 1998 г.)
- Марта Стюарт (13 мая 2001 г.)
- Мэри Джо Буттафуоко, Джои Буттафуоко и Эми Фишер («Скандал на Лонг-Айленде: Буттафуоко и Эми Фишер») (14 сентября 1999 г.)[79], (14 ноября 1999 г.)[80][81]
- Памела Дес Баррес (31 января 1999 г.)
- Патрисия Херст (12 ноября 2000 г.)
- Паула Дин (14 октября 2013 г.)
- Подростковые идолы 80-х (20 июня 2005 г.)
- Раскол реальности (4 декабря 2014 г.)
- Реальность бывших жен (22 мая 2014 г.)
- Ричард Симмонс (25 июня 2000 г.)
- Самые громкие скандалы
- Сансет Стрип (2 мая 1999 г.)
- Сара Пэйлин (21 апреля 2011 г.)
- Убийство в Лас-Вегасе (10 ноября 2002 г.)
- Уолли Джордж
- Хайди Фон Бельтц (23 мая 1999 г.)
- Хизер Миллс
- Хип-хоп отвергает женщин? (20 октября 2019 г.)
- Элизабет Глейзер (22 ноября 1998 г.)
- Эмбер Фрей (26 июня 2005 г.)
- Baseball Wives (8 июля 2009 г.)
- Basketball Wives (10 февраля 2010 г.)